# Tephritopyrgota munroi
Tephritopyrgota munroi är en tvåvingeart som beskrevs av Heinrich Wilhelm Eduard van Bruggen 1961. Tephritopyrgota munroi ingår i släktet Tephritopyrgota och familjen Pyrgotidae. Inga underarter finns listade i Catalogue of Life.